# René Hamann
René Hamann (* 23. August 1971 in Solingen) ist ein deutscher Schriftsteller.

## Leben
René Hamann wurde 1971 in Solingen geboren, wuchs in Emmerich am Rhein auf, und studierte Germanistik, Anglistik und Philosophie in Köln. 1993 bis 2000 war er Mitglied der Kölner Autorenwerkstatt. Seine Gedichte gehören zur Popliteratur, in ihnen verarbeitet er häufig Motive aus Musik und Filmen.
Sein Roman Schaum für immer orientiert sich an der Dramaturgie und den Motiven von Seifenopern und überführt diese durch eine poetische Sprache und kalkulierte Verfremdung in ein literarisches Werk.
René Hamann lebt seit 2003 in Berlin, arbeitet als freier Schriftsteller und Journalist. Er publizierte in Spex, war von 2011 bis 2013 Literaturredakteur der Tageszeitung junge Welt, für die er weiterhin regelmäßig schreibt, und ist Meinungs-Redakteur der die tageszeitung.

## Werke (Auswahl)
- Katalan, Gedichte, 2002, Parasitenpresse/Edition Parasitenpresse
- Neue Kokons, Gedichte, 2003, Lyrikedition 2000
- Das Mädchen und die Stadt, Erzählung, 2004, SuKuLTuR (Reihe „Schöner Lesen“, Nr. 31)
- Schaum für immer, Roman, 2007, Tisch 7
- Das Alphabet der Stadt, Erzählungen, 2008, Verbrecher Verlag
- Berge und Täler, davor Männer und Frauen, Gedichte, 2009, Gutleut Verlag, ISBN 978-3-936826-46-3
- Am Rande des Glücks, Roman, 2011, Verbrecher Verlag, ISBN 978-3-940426-95-6
- Monogold, Texte aus dem Blog „Die Suche nach dem Glam“, 2013, SuKuLTuR (Reihe „Schöner Lesen“, Nr. 130)
- Der Silberpudel, 2015, Literaturquickie
- Wart und Gegenwart, Gedichte, Parasitenpresse, Köln 2016

## Verstreute Veröffentlichungen
- Anja Bayer, Daniela Seel (Hrsg.): all dies hier, Majestät, ist deins – Lyrik im Anthropozän, kookbooks, Berlin 2016, ISBN 978-3937445809.
- Gedichte Colon und Köln Esserstraße, in: um[laut] Nr. 7, Köln 2010.
- Gedichte in: Devolver el fuego. Cinco poetas de Alemania, hrsg. von Timo Berger, 2006, Ediciones Vox Bahía Blanca
- Erzählung: Schaumbäder der Liebe, in: BELLA triste Nr. 10, Hildesheim 2004.

## Auszeichnungen
- Arbeitsstipendium des Berliner Senats (2005)
- Lauter-Niemand-Lyrikpreis (2006).